# Тёсово-Нетыльский

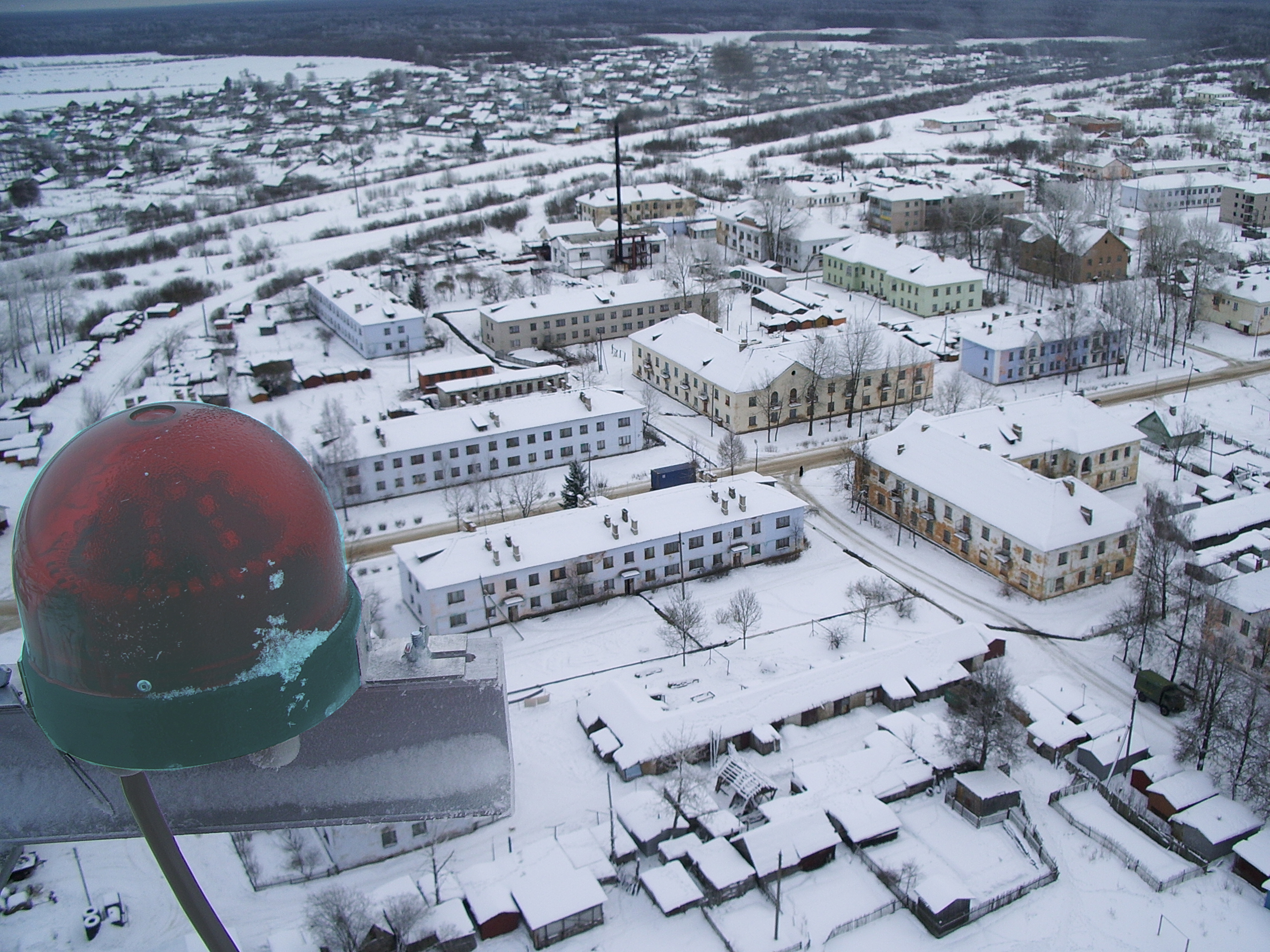
Вид на центр посёлка с мачты мобильной связи. Видна труба городской котельной и путь узкоколейной ЖД.

Тёсово-Нетыльский — посёлок (ранее посёлок городского типа), административный центр Тёсово-Нетыльского сельского поселения Новгородского муниципального района Новгородской области.

## География
Посёлок расположен в 48 км к северу от Великого Новгорода.

## История

### Довоенный период
Указом Президиума Верховного Совета РСФСР от 19 сентября 1939 года Тесово-Нетыльский — рабочий посёлок. Посёлок возник при слиянии посёлков торфодобытчиков Тёсовстрой, Фанерный, Центральный и Восход в связи с расширением добычи торфа.

### Во время Великой Отечественной войны 1941—1945
В августе 1941 года посёлок был оккупирован немецкими войсками. В январе 1942 года была предпринята попытка деблокирования Ленинграда силами Второй Ударной армии, в результате которой 26 января посёлок и станция были освобождёны и даже успели оказаться в тылу советской обороны, но к концу апреля наступление захлебнулось и Ставка ВГК приняла решение отводить армию. За период конца апреля — начала мая посёлок несколько раз с тяжёлыми боями переходил из рук в руки, после чего был повторно захвачен немецкими войсками. Окончательно освобождён посёлок был в январе 1944 года в ходе Новгородско-Лужской операции.

### Послевоенный период
В послевоенные годы торфопредприятие было восстановлено в кратчайшие сроки и стало поставлять торф в котельные и ГРЭС Ленинградской области. Это обеспечило посёлку устойчивый рост, на торфопредприятии была занята большая часть населения. В Тёсово-Нетыльском были построены детский дом, больница, 3 ясли-сада, школа, стадион и несколько магазинов. В посёлке был открыт Отдел рабочего снабжения, поставлявший дефицитные товары работникам торфопредприятия. На центральной площади действовала столовая торфопредприятия, в том же здании располагалась ведомственная гостиница. На главной площади работал фонтан.

### Современный период
После распада СССР была произведена передача узкоколейки в собственность торфопредприятий, что резко увеличило их расходы и привело сначала к распаду Тёсовского торфопредприятия на 3 отдельных, а после и к сворачиванию добычи торфа. На 2015 год действует только предприятие «Тёсово-1», остальные предприятия закрыты. Штат торфопредприятия сокращён до 75 человек. Собственность, в особенности рельсы и вагоны, разворовывается на металлолом. Здания столовой, инженерного и ремонтного депо, а также диспетчерские и стрелочные посты заброшены и разрушаются. Из посёлка происходит отток трудоспособного населения, среди жителей увеличился процент дачников.
В соответствии с Областными законами от 7 июня 2004 года № 284-ОЗ и № 400-ОЗ от 17 января 2005 года «Об установлении границ муниципальных образований, входящих в состав территории Новгородского муниципального района, наделении их статусом городских и сельских поселений и определении административных центров», р.п. Тёсово-Нетыльский — административный центр Тёсово-Нетыльского городского поселения Новгородского муниципального района Новгородской области.
Постановлением Новгородской областной думы № 1198-ОД от 25 ноября 2009 года преобразован в сельский населённый пункт — посёлок Тёсово-Нетыльский. До апреля 2014 года центр ныне упразднённого Тёсово-Нетыльского городского поселения.

## Население
| 1959 | 1970  | 1979  | 1989  | 2002  | 2009  | 2010  |
| ---- | ----- | ----- | ----- | ----- | ----- | ----- |
| 8008 | ↘6321 | ↘5040 | ↘3958 | ↘3002 | ↘2688 | ↘2437 |

## Экономика и транспорт

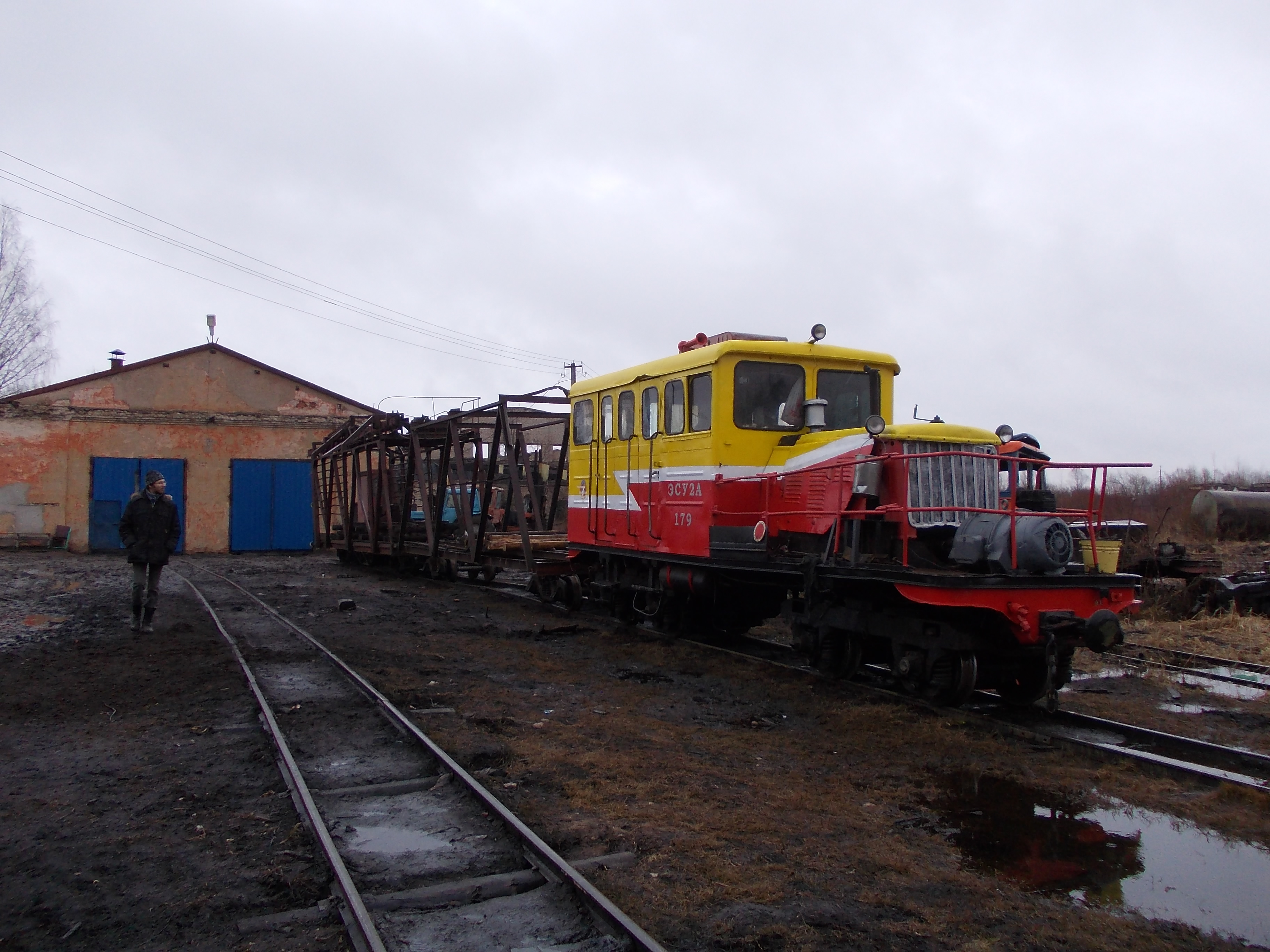
Депо Тёсовской УЖД.

### Основные производства
- Добыча торфа.
- Производство строительных материалов.
- Кустарное производство банных веников[11].

### Транспорт
Имеется железнодорожная станция Октябрьской железной дороги Рогавка (на линии Павловск — Великий Новгород). В связи со снижением пассажиропотока уменьшена интенсивность движения пригородных поездов до посёлка, дизельэлектропоезд делает по одному рейсу в день до Санкт-Петербурга и Новолисина, до Новгорода рейсы производятся 3 раза в неделю.
От Великого Новгорода 4 раза в сутки курсирует пригородный автобус до станции Рогавка, делающий 3 остановки в пределах Тёсово-Нетыльского, а также проходящий рядом с эксклавами Пятилипы и Клепцы (через одноимённые посёлки).
Некогда вокруг посёлка располагалась большая сеть узкоколейных железных дорог колеи 750 мм для вывозки торфа, в лучшие годы насчитывавшая более 150 км магистральных путей. На 2015 год протяжённость магистрального хода узкоколейной дороги составляет около 16 км, подъездных, станционных путей и тупиков — около 9 км. Вывоз торфа в-основном производится для нужд 2 городских котельных. Местные жители пользуются узкоколейкой для поездок на мотодрезинах.

### Туристические достопримечательности и сфера досуга
Энтузиастами содержится музей Тёсовской узкоколейной железной дороги. Экскурсии проводятся по предварительной договорённости. На территории узкоколейки при содействии музея ежегодно в начале апреля проводится военно-исторический фестиваль «Забытый подвиг — 2-я Ударная армия», совмещённый с экспозицией узкоколейной техники. В поселке расположен мемориал погибшим при освобождении города солдатам Красной армии, к западу от поселка, на территории торфоразработок, — мемориал погибшим партизанам, добраться до которого можно по узкоколейке.
Также в посёлке действует дом культуры. Проводятся развлекательные и общественные мероприятия, праздничные концерты; в тёплое время года на площади возле ДК выставляют батут.